# 7394 Xanthomalitia
A 7394 Xanthomalitia (ideiglenes jelöléssel 1985 QX4) egy kisbolygó a Naprendszerben. Nyikolaj Sztyepanovics Csernih fedezte fel 1985. augusztus 18-án.